# Segunda División A 2012/13
Het seizoen 2012/13 van de Segunda Divisíon A (ook wel bekend onder de naam La Liga 2 voor de commercie en/of La Liga SmartBank vanwege sponsorcontracten) was het tweeëntachtigste seizoen van de Segunda División A. Het seizoen in deze op een na hoogste divisie in Spanje begon op vrijdag 17 augustus 2012. De 42ste en de laatste wedstrijd werd gespeeld op zondag 9 juni 2013.
Ondanks verlies tegen UD Almería op de achtendertigste speeldag, kroonde Elche CF zich als de kampioen op het einde van het weekend. Zo kwamen ze voor de eerste keer deze eeuw in de Primera División 2013/14 en wonnen hun plaats, die ze op het einde van het seizoen 1988-1989 verloren hadden, terug. Villarreal CF wist de tweede plaats te behalen en keerde zo, na hun degradatie van vorig seizoen, onmiddellijk terug naar de Primera División.
Achter Elche en Villareal speelden UD Almería tegen UD Las Palmas en Girona FC tegen AD Alcorcón in de play-offs voor de derde en laatste promotie plek naar de Primera División. De twee hoger geëindigde ploegen, Almería en Girona, konden zich plaatsen. In de finale was Almería over twee wedstrijden met 0-1 op verplaatsing en 3-0 thuis te sterk voor Girona.
Samen met de drie slechts geklasseerde ploegen, moest Guadalarja van de LPF degraderen. De reden van deze administratieve daling lag in het feit dat de club zich niet op tijd had kunnen ombouwen tot een SAD, Sociedades Anónimas Deportivas. De ploeg ging in beroep, maar kreeg ook daar ongelijk. Door deze beslissing kon Murcia zich redden.

## Teams
Er deden 22 teams mee aan de Segunda División A, daarin 15 teams van het seizoen 2011–12, drie degradeerden uit de Primera División 2011/12 en 4 promoveerden uit de Segunda División B.
Dit seizoen vertegenwoordigde Real Madrid Castilla en FC Barcelona B de reserve elftallen van de clubs uit de Primera División.

### Team veranderingen
De volgende clubs zijn veranderd van divisie na het seizoen 2011/12.

#### Naar Segunda División A
Promotie uit Segunda División B
- Real Madrid Castilla
- CD Mirandés
- SD Ponferradina
- CD Lugo

Degradatie uit Primera División
- Granada CF
- Sporting Gijón
- Racing Santander

#### Uit Segunda División A
Degradatie naar Segunda División B
- Villareal CF B
- FC Cartagena
- CD Alcoyano
- Gimnàstic de Tarragona

Promotie naar Primera División
- Deportivo La Coruña
- Celta de Vigo
- Real Valladolid

## Overzicht teams

### Stadions en locaties
| Team           | Locatie              | Stadion                | Capaciteit |
| -------------- | -------------------- | ---------------------- | ---------- |
| Alcorcón       | Alcorcón             | Santo Domingo          | 5.100      |
| Almería        | Almería              | Juegos Mediterráneos   | 15.000     |
| Barcelona B    | Barcelona            | Mini Estadi            | 15.276     |
| Córdoba        | Córdoba              | Nuevo Arcángel         | 20.989     |
| Elche          | Elche                | Manuel Martínez Valero | 33.732     |
| Girona         | Girona               | Montilivi              | 9.282      |
| Guadalajara    | Guadalajara          | Pedro Escartín         | 8.000      |
| Hércules       | Alicante             | José Rico Pérez        | 30.000     |
| Huesca         | Huesca               | El Alcoraz             | 8.000      |
| Las Palmas     | Las Palmas           | Gran Canaria           | 32.400     |
| Lugo           | Lugo                 | Butarque               | 7.840      |
| Castilla       | Madrid               | Alfredo di Stéfano     | 12.000     |
| Mirandés       | Miranda de Ebro      | Anduva                 | 5.759      |
| Murcia         | Murcia               | Nueva Condomina        | 31.179     |
| Numancia       | Soria                | Los Pajaritos          | 8.727      |
| Ponferradina   | Ponferrada           | El Toralín             | 8.800      |
| Huelva         | Huelva               | Nuevo Colombino        | 21.670     |
| Sabadell       | Sabadell             | Nova Creu Alta         | 11.981     |
| Santander      | Santander            | El Sardinero           | 22.222     |
| Sporting Gijón | Gijón                | El Molinón             | 29.029     |
| Villareal CF   | Villareal            | El Madrigal            | 25.000     |
| Xerez          | Jerez de la Frontera | Municipal de Chapín    | 20.523     |

## Eindstand
| Pos | Team                 | Wed | W  | G  | V  | Ptn | DV | DT | +/− | Promotie, kwalificatie of degradatie |
| --- | -------------------- | --- | -- | -- | -- | --- | -- | -- | --- | ------------------------------------ |
| 1   | Elche CF (K, P)      | 42  | 23 | 13 | 6  | 82  | 54 | 27 | +27 | Promotie naar Primera División       |
| 2   | Villareal CF (P)     | 42  | 21 | 14 | 7  | 77  | 68 | 38 | +30 | Promotie naar Primera División       |
| 3   | Almeria CF (O, P)    | 42  | 22 | 8  | 12 | 74  | 72 | 50 | +22 | Kwalificatie voor play-offs          |
| 4   | Girona FC            | 42  | 21 | 8  | 13 | 71  | 74 | 56 | +18 | Kwalificatie voor play-offs          |
| 5   | AD Alcorcón          | 42  | 21 | 6  | 15 | 69  | 57 | 55 | +2  | Kwalificatie voor play-offs          |
| 6   | UD Las Palmas        | 42  | 18 | 12 | 12 | 66  | 62 | 55 | +7  | Kwalificatie voor play-offs          |
| 7   | SD Ponferradina      | 42  | 19 | 9  | 14 | 66  | 57 | 50 | +7  |                                      |
| 8   | Real Madrid Castilla | 42  | 17 | 8  | 17 | 59  | 80 | 62 | +18 |                                      |
| 9   | FC Barcelona B       | 42  | 15 | 12 | 15 | 57  | 76 | 71 | +5  |                                      |
| 10  | Sporting Gijón       | 42  | 15 | 11 | 16 | 56  | 60 | 53 | +7  |                                      |
| 11  | CD Lugo              | 42  | 15 | 11 | 16 | 56  | 46 | 54 | −8  |                                      |
| 12  | CD Numancia          | 42  | 13 | 16 | 13 | 55  | 53 | 55 | −2  |                                      |
| 13  | Recreativo Huelva    | 42  | 15 | 9  | 18 | 54  | 46 | 57 | −11 |                                      |
| 14  | Córdoba CF           | 42  | 15 | 9  | 18 | 54  | 55 | 55 | 0   |                                      |
| 15  | CD Mirandés          | 42  | 13 | 13 | 16 | 52  | 35 | 51 | −16 |                                      |
| 16  | CE Sabadell          | 42  | 14 | 10 | 18 | 52  | 54 | 69 | −15 |                                      |
| 17  | Hércules CF          | 42  | 13 | 11 | 18 | 50  | 43 | 53 | −10 |                                      |
| 18  | CD Guadalajara (R)   | 42  | 12 | 14 | 16 | 50  | 46 | 53 | −7  | Degradatie naar Segunda División B   |
| 19  | Real Murcia          | 42  | 12 | 11 | 19 | 47  | 43 | 56 | −13 |                                      |
| 20  | Racing Santander (R) | 42  | 12 | 10 | 20 | 46  | 38 | 51 | −13 | Degradatie naar Segunda División B   |
| 21  | SD Huesca (R)        | 42  | 11 | 12 | 19 | 45  | 46 | 58 | −12 | Degradatie naar Segunda División B   |
| 22  | Xerez CD (R)         | 42  | 7  | 9  | 26 | 30  | 38 | 74 | −36 | Degradatie naar Segunda División B   |

### Play-offs
|  | halve finale  | halve finale | halve finale | halve finale |  |            | finale | finale | finale | finale |
|  |               |              |              |              |  |            |        |        |        |        |
|  |               |              |              |              |  |            |        |        |        |        |
|  | UD Las Palmas | 1            | 1            | 2            |  |            |        |        |        |        |
|  | UD Almería    | 1            | 2            | 3            |  |            |        |        |        |        |
|  |               |              |              |              |  | FC Girona  | 0      | 0      | 0      |        |
|  |               |              |              |              |  | UD Almería | 1      | 3      | 4      |        |
|  | AD Alcorcón   | 1            | 1            | 2            |  |            |        |        |        |        |
|  | FC Girona     | 1            | 3            | 4            |  |            |        |        |        |        |

## Topscorers
27 goals
- Charles Dias de Oliveira "Charles" (UD Almería)

22 goals
- Jesé Rodríguez "Jesé" (Real Madrid Castilla)

21 goals
- Yuri de Souza Fonseca "Yuri" (SD Ponferradina)

1929 · 1929/30 · 1930/31 · 1931/32 · 1932/33 · 1933/34 · 1934/35 · 1935/36 · 1936/37 · 1937/38 · 1938/39 · 1939/40 · 1940/41 · 1941/42 · 1942/43 · 1943/44 · 1944/45 · 1945/46 · 1946/47 · 1947/48 · 1948/49 · 1949/50 · 1950/51 · 1951/52 · 1952/53 · 1953/54 · 1954/55 · 1955/56 · 1956/57 · 1957/58 · 1958/59 · 1959/60 · 1960/61 · 1961/62 · 1962/63 · 1963/64 · 1964/65 · 1965/66 · 1966/67 · 1967/68 · 1968/69 · 1969/70 · 1970/71 · 1971/72 · 1972/73 · 1973/74 · 1974/75 · 1975/76 · 1976/77 · 1977/78 · 1978/79 · 1979/80 · 1980/81 · 1981/82 · 1982/83 · 1983/84 · 1984/85 · 1985/86 · 1986/87 · 1987/88 · 1988/89 · 1989/90 · 1990/91 · 1991/92 · 1992/93 · 1993/94 · 1994/95 · 1995/96 · 1996/97 · 1997/98 · 1998/99 · 1999/00 · 2000/01 · 2001/02 · 2002/03 · 2003/04 · 2004/05 · 2005/06 · 2006/07 · 2007/08 · 2008/09 · 2009/10 · 2010/11 · 2011/12 · 2012/13 · 2013/14 · 2014/15 · 2015/16 · 2016/17 · 2017/18 · 2018/19 · 2019/20 · 2020/21 · 2021/22 · 2022/23 · 2023/24 · 2024/25